# Nikolin Xhoja
Nikolin Xhoja (ur. 27 maja 1926 w Brindisi, zm. 27 października 1987 w Durrës) – albański aktor teatralny i filmowy.

## Życiorys
Pochodził z mieszanej rodziny włosko-albańskiej. Jego ojciec Teodor Gioia był Włochem i właścicielem kina, matka Parashqevi - Albanką. W czasie wojny działał w ruchu oporu w Kosowie, był żołnierzem 3 Brygady Uderzeniowej. W czasie wojny zaczął występować w Teatrze Partyzanckim. Po zakończeniu wojny przyjechał do Durrësu, gdzie występował w zespole amatorskim, działającym przy miejscowym domu kultury). W styczniu 1955 należał do grona założycieli Teatru Aleksandër Moisiu w Durrës. Na scenie zawodowej zadebiutował w roli Kosty w sztuce Vajza nga fshati Fatmira Gjaty. W Durrësie zagrał 54 role, w większości komediowe. Występował także na scenie estradowej w Durrësie, na której zagrał 11 ról.
Na dużym ekranie zadebiutował w roku 1968 rolą kucharza w filmie Horizonte të hapura. Wystąpił w siedmiu filmach fabularnych. Przez władze Albanii został wyróżniony tytułem Artysty Ludu, a także tytułem Zasłużonego Artysty (Artist i Merituar).
Był żonaty (żona Meropi była aktorką).

## Filmografia
- 1968: Horizonte të hapura jako kucharz
- 1972: Kapedani jako Beqo
- 1975: Çifti i lumtur jako postępowiec
- 1975: Udhëtim në pranverë jako magazynier
- 1976: Thirrja jako Leka
- 1980: I sëmuri për mend jako Argan
- 1985: Në prag të jetës jako kierownik działu kadr w radzie miasta